# Кінотеатри Дрогобича
Кінотеа́три Дрого́бича

## У складі польської держави

Магазин «Фото Квеллє», площа Ринок, 8. Раніше — вхід в кінотеатр «імені Кірова». Вид зі сторони площі Ринок.

Раніше тут шуміли глядачі, виходячи з кінотеатру «імені Кірова». Тепер — алкоголь, тютюн і затишок. Вулиця Степана Бандери в Дрогобичі.

Ріг вулиць Шевченка та Міцкевича. Вивіска на будинку свідчить, що раніше в Дрогобичі було де подивитись кіно.

Колишнє приміщення та вхід в кінотеатр «Комсомолець». Тепер — Дрогобицький центр реабілітації людей з інвалідністю

Вхід в Дрогобицький центр реабілітації людей з інвалідністю. Колишній вихід з кінотеатру «Комсомолець».

Концертний зал ансамблю «Верховина», колишнє приміщення кінотеатру «Піонер».

Самбірсько-Дрогобицька єпархія УГКЦ. Центр душпастирства молоді. Колишній Будинок офіцерів.

Будинок на вулиці Грушевського, 42, в лівій частині якого на першому поверсі знаходилось приміщення будтресту, в якому показували кінофільми.

Кінотеатр «Аврора», пізніше «Прометей». Справа — вигляд до початку реконструкції, зліва — після.

Кінотеатр «Аврора», пізніше «Прометей». Вид зі сторони ратуші, де засідають депутати і мер. Йде реконструкція.

Наразі точно невідомо день, коли Дрогобич та його мешканці перший раз познайомились з винаходом братів Огюста та Луї Люм'єр. Але ще за правління Австро-Угорщини, в 1909 році, в місті відкрили перший кінотеатр. І знаходився він на сучасній вулиці Адама Міцкевича. А ось щодо наступного такого закладу дані вже повніші. Другий кінозал в Дрогобичі під назвою «Уранос» розпочав покази 30 жовтня 1911 року і розташовувався на площі Ринок.
А вже під час правління Польської республіки в місті працювало два кінотеатри, які носили назви «Ванда» та «Штука». В них показували, в основному, польськомовні фільми, хоча інколи в репертуарі були й українські. Так у 1928 році в Дрогобичі демонстрували німу стрічку «Тарас Шевченко», під музичним супроводом хору «Боян», заснованого в місті в 1911 році.
Кіносеанси відбувалися щоденно, з 17-ї і до 23-ї години. Квиток тоді коштував 30 польських грошів.
У автобіографічній розпові Анджея Хцюка «Хаїмик» у примітках також згадується, що кінотеатр «Уранос», згодом перейменований на «Ванда», діяв у Дрогобичі з 1911 року, а в творі «Сьліпі на матчі не ходіт» Анджей Хцюк, розповідаючи про футбольний матч за чемпіонство львівського футбольного округу сезону 1938/39 років між дрогобицьким «Юнаком» та львівською «Україною», згадує, що кінотеатр «Штука» знаходився поряд з римо-католицьким костелом.
За даними інтернету кінотеатр «Ванда» знаходився за адресою вулиця Слюсарська, 3, а кінотеатр «Штука» — на вулиці Шевченка, 3а (тепер це вулиця Міцкевича).
А в номері 2653 львівської польськомовної газети пол. «Chwila» за 7 серпня 1926 року, на 6-й сторінці розміщено повідомлення про відкриття в приміщенні колишнього кінотеатру пол. «Jutrzenka» нового кінотеатру, під назвою пол. «WAWEL». (пол.)

## 1939–1941
Ймовірно, що радянська влада, котра після зайняття Дрогобича Червоною Армією проводила масову конфіскацію і націоналізацію майна, не оминула увагою й ці осередки культурного життя міста.

## Під німецькою окупацією
Даних про роботу кінотеатрів з 1 липня 1941 року до 6 серпня 1944 року в окупованому німцями Дрогобичі поки що нема.

## У складі УРСР
Зате комуністична влада після визволення міста для посилення свого ідеологічного впливу на населення взялась до відновлення кіноіндустрії. При цьому партійні та державні чиновники послуговувались гаслом «З усіх мистецтв для нас найважливішим є кіно», сказаним «вождем світового пролетаріату» В. І. Леніним в одній з бесід з А. В. Луночарським ще в перші роки після Жовтневого перевороту, не забуваючи й слова першого секретаря дрогобицького обласного комітету КП(б)У в 1944–1946 роках Степана Олексенка про те, що кожен мешканець Західної України взагалі й дрогобичанин зокрема «протягом століть підпадав впливу ворожої нам націоналістичної буржуазної пропаганди».
В Дрогобичі післявоєнному було три кінотеатри: «Імені Кірова», «Піонер» та «Комсомолець». Вхід в перший розміщувався на площі Ринок, 8, в приміщенні, котре зараз займає магазин, а вихід — дальше в тому ж будинку, в напрямі сучасної вулиці Степана Бандери на шляху до однойменного парку.
Інші два знаходились майже поряд: один, «Піонер», на сучасній вулиці Шевченка, 22, в приміщенні філармонії (тепер концертний зал ансамблю «Верховина»), а якщо вийти з нього, перейти дорогу до аптеки та вбік, попри магазин «Ромашка», пройти по сучасній вулиці Міцкевича кільканадцять метрів й повернути наліво, то в провулку на очі попадала вивіска «Комсомолець» на невеличкому особнячку, що своєю тильною стороною майже впирається в приміщення центральної пошти та теперішнє «Укртелекому». Ще один нюанс — в попередньому реченні невипадково двічі вжито слово «сучасній». Справа в тому, що в незалежній Україні вулиці помінялись назвами, а за радянської влади вони носили протилежні назви: довша, на проміжку від стоматологічної поліклініки до костелу, називалась Міцкевича, а бічна до неї носила ім'я Шевченка.
Репертуар був на всі смаки: ранкові кіносеанси з різноманітними мультфільмами, казками та пригодницькими стрічками призначалися для дитячо-юнацької аудиторії, а вечірні (квиток на які зазвичай коштував дорожче) задовольняли смаки повнолітньої частини мешканців міста. Перед останнім сеансом в «Комсомольці» наживо виконувались пісні під акомпанемент скрипки, а додаткова плата за кожний квиток, як правило, 10 копійок, йшли на оплату праці артистів,.
Та цими трьома закладами можливості кіноперегляду не обмежувались. Показ фільмів проводився в Будинку офіцерів по тій же вулиці Шевченка,29/1, в приміщенні управління будтресту за адресою вулиця Радянська (тепер Грушевського, 42), в Будинку культури будівельників (на шляху від залізничного переїзду на вулиці Трускавецькій до другого нафтопереробного заводу). Та навіть в приміщенні новозбудованої і відкритої в 1973 році середньої школи № 14 (тепер Дрогобицька загальноосвітня школа І-ІІІ ступенів № 14) в актовому залі була кінобудка й по суботам після уроків можна було за символічні 10 копійок переглянути різні художні фільми.
В листопаді 1977 року перших своїх відвідувачів прийняв щойно збудований широкоформатний кінотеатр «Аврора», пізніше перейменований на «Прометей». Як правило, прем'єрний показ в місті всіх нових надходжень фільмів проходив саме в ньому. На першому поверсі, поряд з квитковими касами, працювали гральні автомати, закинувши в яких копійки відвідувачі мали змогу, наприклад, пограти в баскетбол. Піднявшись по сходах всередині будівлі на другий поверх, звідки здійснювався запуск глядачів в зал, в очікуванні початку чергового сеансу можна було випити придбаний тут же, в буфеті, сік чи молочний коктейль. Та й ціни на квитки були досить демократичні: за карбованець можна було і кіно подивитись, й морозива попоїсти. Просторе приміщення в самому центрі Дрогобича відразу стало одним з улюблених місць проведення дозвілля дрогобичан (та й жителів навколишніх сіл).
Перед показом художньої кінострічки безкоштовно «крутили» найчастіше хронікально-документальний фільм про «здобутки радянського народу в побудові світлого майбутнього під мудрим керівництвом комуністичної партії», рідше науково-популярні з серії «Хочу все знати» чи «Фітіль». Короткометражні стрічки ідеологічного спрямування багато хто перечікував біля буфету, тому через деякий час між безоплатними та художніми фільмами перестали робити кількахвилинну перерву, і заходити в зал та шукати своє місце цим людям доводилось в темряві.

## В незалежній Україні
Влада не надає належної підтримки ні кіновиробництву, ні кінопрокату. В незалежній Україні в місті за 20 років не відкрито жодного кінотеатру ні державою, ні фізичними особами. А ті приміщення, що залишились в спадок від колишнього СРСР, або, в найкращому випадку, перепрофільовані, або взагалі приватизовані за безцінь, перепродані, ймовірно, не без участі колишнього компартійного та міського керівництва Дрогобича (а бути в номенклатурі автоматично означало членство в КПРС). Станом на травень 2012 року в Дрогобичі немає жодного кінотеатру — у єдиному вцілілому приміщенні (перебуває в аварійному стані) кінотеатру «Прометей» показувати кіно припинили ще на початку 1990-х років, і весь подальший час будинок використовувався не за призначенням (переважно площу здавали в оренду під ресторан, меблевий салон та ігрові заклади)і; на початку 2008 року справа з приватизацією будівлі спричинила великий скандал у місті, що навіть потягнуло за собою відставку чинного на той час мера. Приміщення кінотеатру було продане, і станом на травень 2012 року на об'єкті тривала реконструкція. Чи буде в ньому зал для перегляду фільмів — невідомо. У травні 2014 року у Дрогобичі, у приміщенні колишньої «Аврори»-«Прометею», у невеликому залі відкрили перший 3-D кінозал. У 2015 його зачиняють, в цей час у ТЦ «Стекляшка» відкривають 3-D кінотеатр «Прем'єра», куди молодий дрогобичанин може повести свою дівчину, щоб разом подивитись кінофільм на великому екрані. У 2018 році по вулиці Лесі Українки 8/1 відкривається великий 3-D, IMAX кінотеатр «ЗЛАТА +».